# Coleophora gogovi
Coleophora gogovi é uma espécie de mariposa do gênero Coleophora pertencente à família Coleophoridae.